# غصوان الأولى (ويس)
غصوان الأولى (بالفارسية: گسوان یک) هي منطقة سكنية تقع في إيران في قسم ويس الريفي. يقدر عدد سكانها بـ 109 نسمة .